# The Secret Partner
The Secret Partner (conocida en Hispanoamérica como El socio secreto), es una película de suspenso británica de 1961 dirigida por Basil Dearden y protagonizada por Stewart Granger , Haya Harareet y Bernard Lee. El guion trata sobre un oficial ejecutivo de transporte marítimo que es chantajeado por un malvado dentista.

## Sinopsis
Cuenta la historia de un detective de la policía londinense que se encarga de resolver el caso de una pareja estrangulada.

## Reparto
- Stewart Granger como John Brent, también Wilson
- Haya Harareet como Nicole 'Nikki' Brent
- Bernard Lee como el Detective Frank Hanbury
- Hugh Burden como Charles Standish
- Lee Montague como el Detective Inspector Tom Henderson
- Melissa Stribling como Helen Standish
- Conrad Phillips como el Dr. Alan Richford
- John Lee como Clive Lang
- Norman Bird como Ralph Beldon
- Peter Illing como Strakarios
- Basil Dignam como Lyle
- William Fox como Brinton
- Sidney Vivian como Dock Forman
- Willoughby Goddard como el trabajador del hotel
- Peter Welch como P.C. McLaren
- Dorothy Gordon como la Srita. Kerrigan, dentista

## Recepción

### Crítica
En AllMovie , Eleanor Mannikka calificó la película como una "historia de misterio rutinaria"; mientras que en el Radio Times , Allen Eyles señaló "un thriller británico inverosímil pero ingenioso... llamativamente dirigido por Basil Dearden... Sigue siendo visible gracias a algunas caracterizaciones hábiles y las sólidas actuaciones de Stewart Granger como el ejecutivo, Norman Bird como el dentista y Bernard Lee como el policía obstinado y fumador empedernido que espera jubilarse".